# 三橋町
三橋町（みつはしまち）は、福岡県山門郡にあった町。町内に西鉄天神大牟田線の西鉄柳川駅が立地し、旧柳川市の玄関口かつ中心的な町であった。また、町内には福岡県警察柳川警察署や福岡県柳川総合庁舎なども立地し、旧柳川市の行政の一部を担っていた。
2005年3月21日に柳川市・大和町と合併して新たな「柳川市」となった。

## 地理
市街地は西鉄天神大牟田線の西鉄柳川駅を中心に展開し、旧柳川市と同様に町内に掘割（クリーク）が張り巡らされている。また、旧柳川市とは市街地が連続しており、前述のとおり柳川の都市機能を補完していたほか、柳川を冠した施設も町内に多く見受けられた。さらに、町内には柳河（やながわ）という住所も存在していた（合併後は柳川市三橋町柳河となった）。かつては国鉄佐賀線の筑後柳河駅も町内の柳河地区に存在していたが、同線の廃線に伴い消滅した。

## 歴史
中世は筑後十五城筆頭の大身の蒲池氏の所領に属し、近世は柳川藩主の立花氏の藩領に属した。

### 近現代
- 1907年3月20日 川北村・川辺村・宮ノ内村・垂見村が合併（新設合併）し、三橋村が発足。
- 1952年6月1日 三橋村が町制施行。三橋町となる。
- 2005年3月21日 柳川市・大和町と新設合併し、新たな柳川市となり消滅。

## 産業
農業（コメ、イグサなど）。水産品加工業（有明海苔、魚貝類（たいらぎ貝の貝柱・海茸等）の漬物酒粕漬け。）

## 交通

### 鉄道
- 西日本鉄道
  - 天神大牟田線
    - 矢加部駅 - 西鉄柳川駅

### 道路
国道
- 国道208号
- 国道385号
- 国道443号

## 出身有名人
- 妻夫木聡 - 俳優（町内の藤吉地区出身）

## 名所

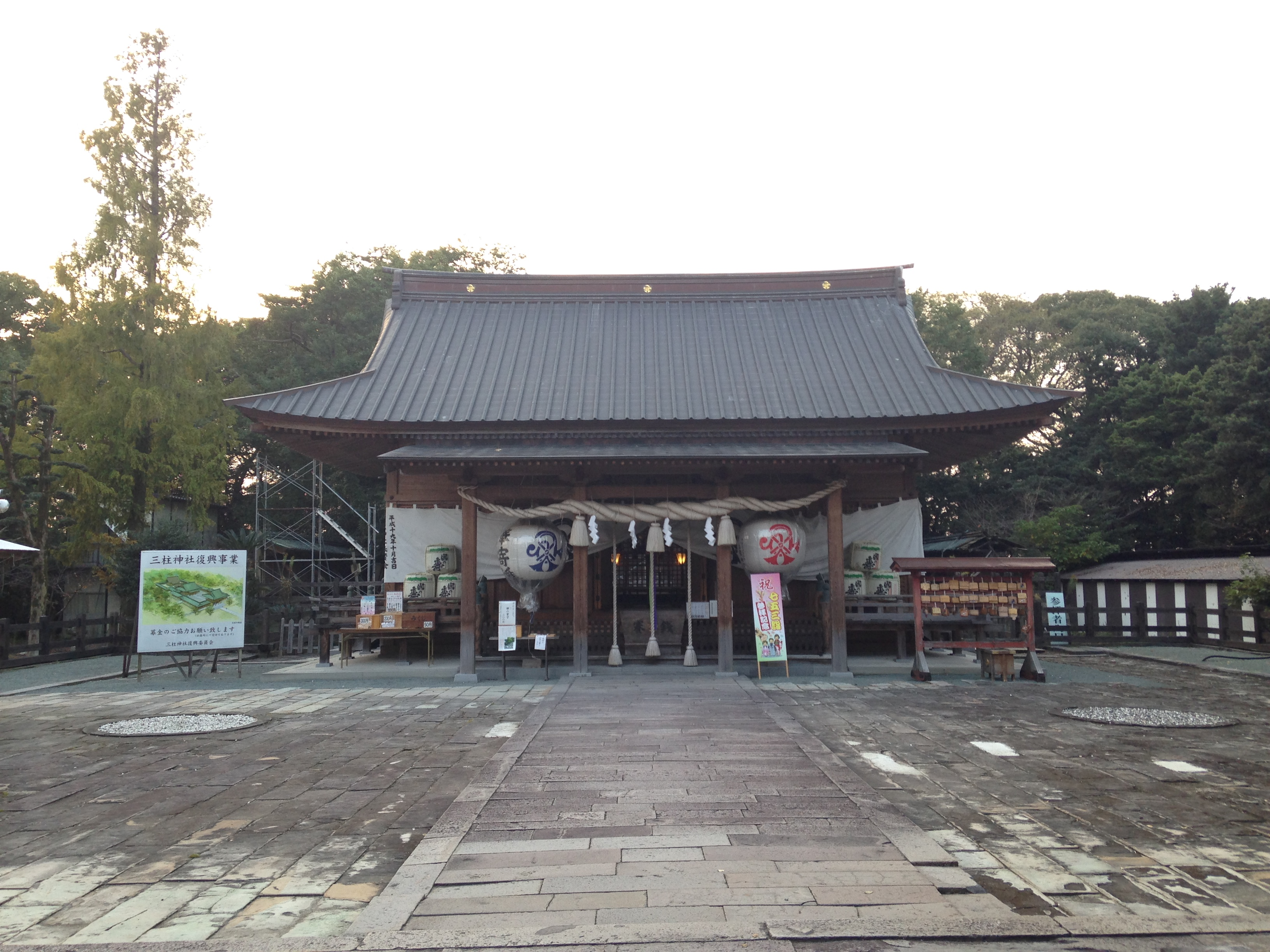
三柱神社

- 中山熊野神社 - 境内にある中山大藤が有名
- 三柱神社
- 松月文人館 - 明治29年に建てられた、3階建ての元遊女屋である懐月楼に、北原白秋、野田宇太郎、劉寒吉らの色紙、書翰、写真等が展示されている[2]。